# Тарасюк Павло Юхимович
Павло Юхимович Тарасюк (16 березня 1924, Дацьки — 11 лютого 2012) — екс-директор Виробничого взуттєвого об'єднання «Київ», професор, кандитат технічних наук, Герой Соціалістичної Праці, почесний громадянин Києва.

## Біографія
Народився 16 березня 1924 року в селі Дацьках (нині Житомирського району Житомирської області) в багатодітній селянській родині.
У 1941–1943 роках перебував на окупованій території. Після відвоювання Житомирської області радянськими військами був призваний до лав Червоної Армії. Учасник німецько-радянської війни, був тяжко поранений.
Після війни був демобілізований. У 1952 році закінчив Київський технологічний інститут легкої промисловості і був направлений на роботу на Київську взуттєву фабрику № 1. Працював начальником цеху, в 1963 році став директором фабрики і очолював підприємство до 31 грудня 2005 року. З 1970 року — генеральний директор Київського виробничого взуттєвого об'єднання «Київ».
Під його керівництвом фабрика 26 років поспіль ставала переможцем Всесоюзного соціалістичного змагання. Були побудовані нові виробничі корпуси, впроваджено передові технології виробництва взуття. Велику увагу приділяв розвитку соціальної сфери: для працівників фабрики були побудовані будинки відпочинку, дитячий сад для дітей співробітників фабрики. За час його роботи на фабриці обсяг виробництва зріс в 2,5 рази, соціальна сфера — в 10 разів. Відповідно до рішення Ради Міністрів УРСР підприємство було визначено базовим у галузі з впровадження технології виробництва взуття методом лиття під тиском.
З 1994 року — голова правління — генеральний директор колективного виробничо-торгового взуттєвого об'єднання «Київ».
Після виходу на пенсію створив і очолив благодійний фонд допомоги ветеранам міста Києва.
Неодноразово обирався депутатом Київської міської (23 роки) та Печерської районної (22 роки) рад. Протягом 20 років обирався членом Центрального комітету профспілки працівників текстильної та легкої промисловості, був членом Президії Торгово-промислової палати України.

Могила Павла Тарасюка

Жив у Києві. Помер 11 лютого 2012 року. Похований в Києві на Байковому кладовищі (ділянка № 33).

## Наукова діяльність
Кандидат технічних наук, професор, автор 22 винаходів, захищених авторськими свідоцтвами СРСР, Росії та України, 160 наукових праць, понад 20 книг і брошур про технологією виробництва взуття та організації взуттєвого виробництва. Протягом 25 років незмінно призначався головою Державної екзаменаційної комісії по захисту дипломних робіт у Київському інституті легкої промисловості. 10 років був завідувачем філіалу кафедри технології виробництва виробів зі шкіри Київського інституту легкої промисловості на своєму підприємстві.

## Відзнаки
Указом Президії Верховної Ради СРСР від 5 квітня 1971 року за видатні досягнення у розвитку легкої промисловості Тарасюку Павлу Юхимовичу присвоєне звання Героя Соціалістичної Праці з врученням ордена Леніна і золотої медалі «Серп і Молот».
Нагороджений радянськими орденами Вітчизняної війни 1-го ступеня (11 березня 1985), Трудового Червоного Прапора, Червоної Зірки, «Знак Пошани», 14-ма медалями. Повний кавалер українського ордена «За заслуги». Нагороджений Почесною грамотою Верховної Ради України.
Почесний громадянин міста Києва. Звання присвоєне рішенням Київської міської ради № 828 від 24 травня 2001 року.